# Червонцы (род)
Червонцы, или голубянки (лат. Lycaena), — род бабочек из подсемейства Lycaeninae семейства голубянок. Представителей рода отличает: наличие в окраске на верхней стороне крыльев оранжевых или алых цветов с сильным блеском; в гениталиях самца ветви ункуса сужены, саккус развит удлиненный.

## Список видов
- Lycaena aditya Moore, 1875
- Lycaena aeolides (Churkin, 1999)
- Lycaena aeolus (Fruhstorfer, 1917)
- Lycaena alaica (Grum-Grshimailo, 1888)
- Червонец альцифрон (Lycaena alciphron)[2] (Rottenburg, 1775)
- Lycaena alpherakyi Grum-Grshimailo, 1888
- Lycaena asabinus Herrich-Schäffer, 1852
- Lycaena attila (Zhdanko, 1990)
- Lycaena boldenarum (Lang, 1884)
- Lycaena candens (Herrich-Schäffer, [1844])
- Lycaena clarki (Stoll, 1780)
- Lycaena cupreus (Edwards, 1870)
- Червонец непарный (Lycaena dispar)[2] (Haworth, 1802)
- Lycaena evansii (de Nicéville, 1902)
- Lycaena feredayi (Bates, 1867)
- Червонец Гелла (Lycaena helle)[2] (Denis et Shiffermüller, 1775)
- Lycaena hyrcana (Neuburger, 1903)
- Lycaena irmae (Oberthür, 1891)
- Lycaena kasyapa (Moore, 1865)
- Lycaena kiyokoae (Fruhstorfer, 1910)
- Lycaena kurdistanica Riley, 1921
- Lycaena lampon Lederer, 1870
- Lycaena li (Oberthür, 1886)
- Lycaena margelanica (Staudinger, 1881)
- Lycaena ochimus Herrich-Schäffer, 1852
- Lycaena ophion Hemming, 1933
- Lycaena orus (Stoll, 1780)
- Lycaena ouang (Oberthür, 1891)
- Lycaena ottomanus
- Lycaena pamira (Nekrutenko, 1983)
- Lycaena pang (Oberthür, 1886)
- Lycaena pavana (Kollar, 1844)
- Червонец пятнистый (Lycaena phlaeas)[2] (Linnaeus, 1761)
- Lycaena phoebus (Blachier, 1905)
- Lycaena rauparaha (Fereday, 1877)
- Lycaena salustius (Fabricius, 1793)
- Lycaena sartha (Staudinger, 1886)
- Lycaena solskyi (Grum-Grshimailo, 1888)
- Lycaena splendens (Staudinger, 1881)
- Lycaena standfussi (Grum-Grshimailo, 1891)
- Lycaena sultan (Lang, 1884)
- Lycaena susanus (Swinhoe, 1889)
- Lycaena svenhedini (Nordström, 1935)
- Червонец терзамон (Lycaena thersamon)[2] (Esper, 1784)
- Lycaena thetis Herrich-Schäffer, 1852
- Lycaena tseng (Oberthür, 1886)
- Червонец огненный (Lycaena virgaureae Linnaeus, 1758)
- Lycaena violacea (Staudinger, 1892) - Червонец фиолетовый
- Lycaena zariaspa (Moore, 1874)